# Forêt hercynienne
 (avril 2022).
La mise en forme du texte ne suit pas les recommandations de Wikipédia : il faut le « wikifier ».
Les points d'amélioration suivants sont les cas les plus fréquents. Le détail des points à revoir est peut-être précisé sur la page de discussion.
- Les titres sont pré-formatés par le logiciel. Ils ne sont ni en capitales, ni en gras.
- Le texte ne doit pas être écrit en capitales (les noms de famille non plus), ni en gras, ni en italique, ni en « petit »…
- Le gras n'est utilisé que pour surligner le titre de l'article dans l'introduction, une seule fois.
- L'italique est rarement utilisé : mots en langue étrangère, titres d'œuvres, noms de bateaux, etc.
- Les citations ne sont pas en italique mais en corps de texte normal. Elles sont entourées par des guillemets français : « et ».
- Les listes à puces sont à éviter, des paragraphes rédigés étant largement préférés. Les tableaux sont à réserver à la présentation de données structurées (résultats, etc.).
- Les appels de note de bas de page (petits chiffres en exposant, introduits par l'outil «  Source ») sont à placer entre la fin de phrase et le point final[comme ça].
- Les liens internes (vers d'autres articles de Wikipédia) sont à choisir avec parcimonie. Créez des liens vers des articles approfondissant le sujet. Les termes génériques sans rapport avec le sujet sont à éviter, ainsi que les répétitions de liens vers un même terme.
- Les liens externes sont à placer uniquement dans une section « Liens externes », à la fin de l'article. Ces liens sont à choisir avec parcimonie suivant les règles définies. Si un lien sert de source à l'article, son insertion dans le texte est à faire par les notes de bas de page.
- La présentation des références doit suivre les conventions bibliographiques. Il est recommandé d'utiliser les modèles {{Ouvrage}}, {{Chapitre}}, {{Article}}, {{Lien web}} et/ou {{Bibliographie}}. Le mode d'édition visuel peut mettre en forme automatiquement les références.
- Insérer une infobox (cadre d'informations à droite) n'est pas obligatoire pour parachever la mise en page.

Pour une aide détaillée, merci de consulter Aide:Wikification.
Si vous pensez que ces points ont été résolus, vous pouvez retirer ce bandeau et améliorer la mise en forme d'un autre article.
Pour la forêt le long du littoral sud de la mer Caspienne, voir Forêts mixtes hyrcaniennes de la Caspienne.

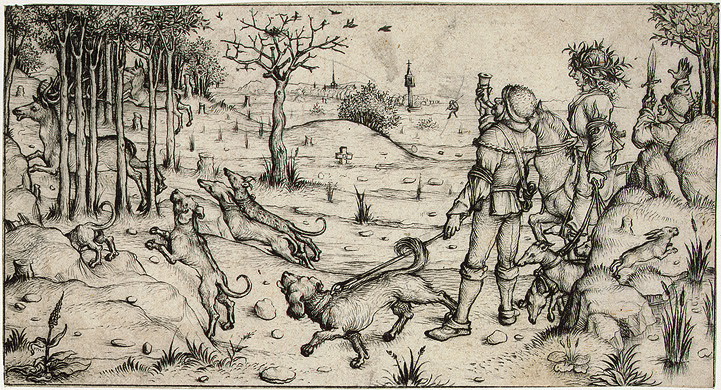
À la fin du XVe siècle la forêt a fortement reculé, hormis localement pour quelques forêts royales, relativement épargnées pour les besoins de chasse de la noblesse (Meister des Hausbuches, Hochwildjagd, vers 1485-1490 ; Cabinet royal des images, Rijksmuseum, Amsterdam).

La forêt hercynienne ou forêt d'Orcynie (Hercynia, Orcynia, Orcunion...) est le nom donné dans l'Antiquité à une très vaste forêt primaire qui était située en Europe centrale avant l'ère chrétienne. 
Elle est citée par Jules César dans ses Commentaires sur la Guerre des Gaules, ainsi que par Tacite, Tite-Live et d'autres auteurs antiques ou plus récents (Diodore de Sicile, Cellarius[Lequel ?], l'empereur Julien…).

## Position géographique
Elle a été très discutée par les historiens et chroniqueurs anciens :
- Jules César situe clairement cette forêt en Europe centrale, au niveau de la haute vallée du Danube ;
- pour d'autres auteurs antiques, l'Orcynie s'étendait sur les territoires de peuples celtes et germains ;
- pour Lucius de Tongres, elle couvrait l'Ardenne et au moins une partie du Hainaut et s'étendait jusqu'au Jura ; Dans un chapitre intitulé « De la forêt Hercinie et du caractère des Gaulois »[2] ;
- Jacques de Guyse réconcilie l'hypothèse de Lucius de Tongres avec la description de César, en commentant comme suit la localisation faite par Jules César :

« Ici on peut demander si la forêt Hercinie est en deçà du Rhin, comme le dit clairement Lucius, ou au-delà de ce fleuve, comme Julius Celsus nous parait de prime abord le croire. À cette question, je réponds, sauf meilleur jugement, que cette forêt, ainsi que le montre clairement Lucius, qui a écrit son histoire dans la ville de Tongres, est située en deçà du Rhin, et commence au village d'Herchies, près de Chièvres en Hainaut, se prolonge par les Ardennes jusqu'au Rhin et aux Alpes du Jura, qui sont aujourd'hui nommées le Mont Saint-Gothard. Et alors j'oppose à l'autorité de Julius Celsus cette circonstance qu'il était Romain, et qu'il a composé ses histoires à Rome ; j'ajoute que, de son temps, on ne pouvait traverser certaines parties de la forêt Hercinie qui étaient impraticables, et qu'on était obligé de passer le Rhin pour se rendre à Rome. C'est pourquoi Julius, en spécifiant la situation de cette forêt, disait avec raison qu'elle était située au-delà du Rhin : en effet, ce qui était pour lui, qui habitait Rome, au-delà de ce fleuve, était en deçà, pour Lucius, qui habitait Tongres. ».

## Étymologie
Il pourrait avoir un lien avec celui du peuple des Hercuniates ou plus probablement des Herciniens, peuple belge évoqués par le chroniqueur et historien médiéval Jacques de Guyse qui évoque un roi saxon, Ansanorix. J. de Guyse dit d'Ansanorix qu'après avoir subjugué le royaume des Belges et avant de retourner dans son pays, ce roi saxon a publié un édit général :
« par lequel il était interdit à tout autre peuple qu'aux Saxons et aux otages qu'il emmenait avec lui de franchir le fleuve (Le Rhin probablement). Alors une multitude innombrable qui le suivait s'arrêta sur le rivage, sans savoir ce qu'elle ferait ni en quel lieu elle irait. À la fin, on convint de nommer un chef pris dans son sein et auquel tout le monde obéirait comme à un roi. Le choix tomba sur un Albanien nommé Héricinus, qui envahit en véritable tiran les terres, les cités et les bourgs que le roi des Saxons avait laissés à moitié détruits (...) Il se retira, et se porta contre la ville de Chièvres. Mais, concevant des craintes du côté des habitans de Tournai et de Mercure, qu'il n'avait pu réduire, il résolut d'élever en face de Chièvres, au milieu des bois et des marais, et sur le chemin du temple de Pan, un château fort, qui porterait son nom, et qui s’appelle encore aujourd'hui Herchies (entre Mons et Chièvres). (…) Enfin, les Ruthènes, les Belges, les Nerviens, les Réhtiens et toustes les autres nations voisines, ne pouvant supporter davantage les insultes et la tirannie d'Héricinus, se rassemblèrent en une seule armée, et forcèrent se troupes à s'enfuir du Hainaut pour se retirer dans les bois et les lieus déserts. Ces fugitifs  remplirent toutes les forêts, depuis Herchies jusqu'au Rhin, et, s'étant construit des forts sur plusieurs  montagnes, devinrent par la suite une grande nation. Héricinus, leur chef, qui donna son nom aux Herciniens, ayant rassemblé tous les Albaniens qu'il trouva dans la Rhétie (le Brabant) et ailleurs, peupla une contrée fort étendue, qui prit le nom d'Albanie et qui porte maintenant celui de Hasbain. Un grand nombre d'autres se fixa dans le Liégeois, l'Anhalf et la Bathuanie, et, adoptant les lois et les usages des Belges, ils commencèrent à connaïtre et à respecter la justice mieux qu'ils ne fesaient auparavant. »
Une autre hypothèse rapproche le mot hercynien d'un mot celtique * Ercunia issu d'une racine indo-européenne * perkʷu- signifiant « chêne », qu'on retrouve également dans le latin quercus et le lituanien perkūnas. On trouve en gotique la forme fairguni qui signifie « montagne » et une forme latinisée Fergunna issue du germanique et désignant les Monts métallifères au Moyen Âge.
Les encyclopédistes du XVIIIe siècle avaient fait une autre hypothèse : hercynien pourrait dériver du mot allemand Harz. On lisait par exemple dans l'Encyclopédie méthodique de géographie moderne de 1782 :
« En latin hercinia sylva, vaste forêt de la Germanie, dont les anciens parlent beaucoup, & qu'ils imaginoient traverser toute la Celtique. Plusieurs auteurs frappés de ce préjugé, prétendent que les forêts nombreuses que l'on voit aujourd'hui en Allemagne, sont des restes dispersés de la vaste forêt Hercynienne : mais il faut remarquer ici que les anciens se sont trompés, quand ils ont crû que le mot hartz étoit le nom particulier d'une forêt ; au lieu que ce terme ne désignoit que ce que désigne celui de forêt en général. Le mot arden, d'où s'est formé celui d'Ardennes, & qui n'est qu'une corruption de hartz, est pareillement un terme générique qui signifie toute forêt sans distinction. Aussi Pomponius Mela, Pline, & César se sont abusés dans leurs descriptions de la forêt Hercynienne. Elle a, dit César, douze journées de largeur ; & personne, ajoute-t-il, n'en a trouvé le bout, quoiqu'il ait marché soixante jours. »
Le toponyme Ardennes se rattache à toute une série connue par ailleurs en France. ex. : Ardenne (Calvados ), Ardenais (Cher ), Ardres (Pas-de-calais ) composés avec l'élément celtique ard « haut » (cf. vieil irlandais et artuas sur une inscription gauloise, ainsi qu'Arduenna, nom d'une déesse celtique ). Le terme allemand Harz d'un primitif * hart n'a pas d'étymologie connue. Le Hartz ou le Harz, région d'Allemagne, dérive du nom d'une tribu germanique qui peuplait la région, les Harudes. Cependant, il est possible que le Harz dérive du nom de Hercinia et non l'inverse.
On peut toutefois noter que la géologie fait référence depuis plusieurs siècles à un ensemble montagneux appelé « Plissement Hercynien ».  Ce terme désigne grosso modo le bourrelet européen constitué au nord par le massif du Hartz, à l'est par les Alpes, y compris les Alpes austro-italiennes, au sud par le massif corse, et à l'ouest par le Massif Central , voire les Pyrénées. Il englobe aussi les Vosges et les Ardennes. Le terme de « plissement hercynien » semble être apparu vers le milieu du XIXe siècle, se basant sur le mot français « hercynien » attesté par le dictionnaire étymologique de 1721. Sa définition et les hypothèses quant à sa formation ont cependant beaucoup évolué au cours des dernières décennies.

## Sources historiques
Alors qu'une partie significative des forêts d'Europe de l'Ouest est déjà défrichée au profit de l'agriculture, Jules César dans un chapitre consacré à la description des Germains, l'un des peuples qu'il combat lors de sa conquête de la Gaule, évoque « les terres les plus fertiles de la Germanie », qu'il situe « près de la forêt Hercynienne », qui précise-t-il lui « paraît avoir été, par la renommée, connue d'Ératosthène et de quelques autres Grecs, sous le nom d'Orcynie. » Ces terres ont selon lui été envahies par les Volques et les Tectosages, qui s'y fixèrent dans le passé et qui jusqu'à son époque s'y sont maintenues en jouissant d'une « grande réputation de justice et de courage ».
César la décrit comme suit : 
« La largeur de cette forêt d'Hercynie, dont il vient d'être fait mention, est de neuf journées de marche accélérée, et ne peut être autrement déterminée, les mesures itinéraires n'étant point connues des Germains. Elle prend naissance aux frontières des Helvètes, des Némètes et des Rauraques, et s'étend, en suivant le cours du Danube, jusqu'aux pays des Daces et des Anartes : de là elle tourne sur la gauche, en s'éloignant du fleuve ; et, dans son immense étendue, elle borde le territoire d'une foule de nations ; il n'est point d'habitant de ces contrées qui, après soixante jours de marche, puisse dire avoir vu où elle finit, ni savoir où elle commence. »
Pomponius Mela, premier géographe romain dont l'histoire ait gardé trace, dans sa Description de la Terre, au début de notre ère, écrit :
« Le sol est entrecoupé d’une multitude de fleuves, hérissé de montagnes, et en grande partie impraticable à cause des bois et des marais. Ses plus grands marais sont le Suesia, l’Estia et le Melsiagum ; ses forêts les plus étendues sont l’Hercynie, et quelques autres, qui ont aussi un nom ; mais, comme celle-là couvre un terrain de soixante jours de marche, et qu’elle est la plus considérable, elle est aussi la plus connue. »
Tite-Live, dans son Histoire Romaine, lorsqu'il évoque deux chefs gaulois qui ont vécu plus de quatre cents ans avant César insiste sur la barrière des Alpes et ne parle pas d'une forêt hercynienne mais des « forêts hercyniennes », ce qui est peut-être un indice pouvant laisser penser que la forêt n'est pas homogène mais composée de plusieurs massifs, ou qu'elle est déjà fragmentée par des voies de circulation gauloises et des abattis y permettant l'agriculture.
« Le sort assigna à Segovesos (ou Ségovèse) les forêts hercyniennes; à Bellovesos (ou Bellovèse), les dieux montrèrent un plus beau chemin, celui de l'Italie. Il appela à lui, du milieu de ses surabondantes populations, des Bituriges, des Arvernes, des Héduens, des Ambarres, des Carnutes, des Aulerques ; et, partant avec de nombreuses troupes de gens à pied et à cheval, il arriva chez les Tricastins. Là, devant lui, s'élevaient les Alpes. »
Comme les autres grandes forêts, elle semble avoir souvent abrité plusieurs peuples gaulois, au moins sur ses abords, et aussi les populations ou individus qui fuyaient les invasions ou les attaques des légions romaines.
De nombreuses tribus et peuples vivent autour de cette forêt, voire à l'intérieur de celle-ci, notamment dans un canton fertile situé en son centre, nous explique Strabon :
« Il s'en faut bien pourtant que ces montagnes de la Germanie atteignent à l'immense altitude des Alpes. C'est dans cette partie de la Germanie que s'étend la forêt Hercynienne, et que se trouve répandue la nation des Suèves. Quelques tribus suéviques, celle des Quades notamment, habite l'intérieur même de la forêt » Strabon précise qu'« on y rencontre aussi Buiaemum, cette résidence du roi Marobod, qui, pour la peupler, y a transplanté naguère différentes tribus, celle entre autres des Marcomans, ses compatriotes » (..) « La plus remarquable de ces forêts, la forêt Hercynienne, couvre de ses hautes et épaisses futaies les pentes abruptes de tout un massif de montagnes, cercle immense ayant pour centre ce canton fertile et peuplé dont nous avons parlé plus haut, qu'avoisinent les sources de l'Ister et du Rhin, le lac situé entre deux et les marais formés par les débordements du Rhin. Le circuit de ce lac est de plus de 500 stades, et sa traversée en ligne droite de près de 200. Il s'y trouve en outre une île dont Tibère fit sa base d'opérations dans le combat naval qu'il livra aux Vindéliciens. Ajoutons que le dit lac se trouve, être, comme la forêt Hercynienne elle-même, plus méridional que les sources de l'Ister, et qu'il faut nécessairement, quand on vient de la Gaule et qu'on veut traverser la forêt Hercynienne, franchir d'abord le lac, puis l'Ister, après quoi des chemins plus faciles vous conduisent par une suite de plateaux ou de hautes vallées jusqu'au cœur de la forêt. Tibère avait laissé le lac à une journée de marche derrière lui, quand il rencontra les sources de l'Ister. Bordé dans une faible partie de sa circonférence par les Rhétiens, le même lac l'est sur un espace beaucoup plus étendu par les Helvètes et les Vindéliciens. [Puis, aux Vindéliciens du côté de l'E. succèdent les Noriques) et le désert des Boïens, lequel s'étend jusqu'à la Pannonie ».
Un peu plus loin, le même Strabon précise : « Pour ce qui est de la Germanie méridionale au-delà de l'Elbe, nous dirons qu'elle se trouve, dans la partie du moins qui touche au fleuve, encore occupée par des tribus Suéviques, mais qu'aux Suèves succèdent bientôt les Gètes. Le pays qu'habitent ceux-ci commence par être fort resserré : bordé au midi par l'Ister, il longe du côté opposé les montagnes de la forêt Hercynienne, qui y projette même quelques contreforts, après quoi il s'élargit et s'étend vers le Nord jusqu'au pays des Tyragètes. Nous ne pouvons pas malheureusement déterminer avec précision la limite qui sépare les deux peuples. On est si ignorant de la topographie de ces contrées qu'on a admis l'existence des Monts Riphées et des Hyperboréens et pris au sérieux cette double fiction des mythographes, ainsi que les mensonges du Massaliote sur les pays qui bordent l'Océan boréal, mensonges à vrai dire habilement déguisés sous un grand appareil de science astronomique et mathématique ».
Quelques décennies plus tard, Tacite évoque cette forêt à propos de Marobod (Maroboduus), qu'il décrit :
« (…) comme un fuyard, qui s'était sauvé sans combat dans la forêt Hercynienne, et, du fond de cet asile, avait mendié la paix par des présents et des ambassades ; un traître à la patrie, un satellite de César qu'il fallait poursuivre avec cette même furie qui les animait quand ils tuèrent Varus Quintilius (…) » Dans un autre ouvrage Tacite évoque les Helvètes qui « s'établirent entre la forêt Hercynienne, le Rhin et le Main, tandis que les Boiens se fixaient encore plus à l'intérieur. Ce sont deux peuples gaulois. Le nom de Bohème subsiste encore, qui évoque d'antiques souvenirs liés à ce lieu, même si les occupants en ont changé ». Un peu plus loin, il précise « Au-delà des Mattiaques, on découvre, du côté de la Forêt Hercynienne, les premiers établissements des Chattes. Ceux-ci ne vivent pas dans des lieux aussi vastes et marécageux que les autres tribus disséminées en Germanie. Les collines se prolongent sans interruption pour peu à peu se raréfier et la Forêt Hercynienne escorte ses Chattes tout en les protégeant ».
Plus de 300 ans après Jules César, cette forêt bien qu'encore riche en « bêtes fauves » n'est plus exempte de présence humaine, comme nous rappelle l'empereur Julien qui selon ses dires y aurait lui-même vécu : 
« Vous ne devez donc pas vous étonner si je suis aujourd'hui dans les mêmes sentiments envers vous, moi, un sauvage, plus farouche et plus fier que Caton, comme les Celtes le sont plus que les Romains. Caton, restant dans la ville qui l'avait vu naître, parvint à une grande vieillesse au milieu de ses concitoyens. Et moi, à peine arrivé à l'âge viril, j'ai séjourné parmi les Celtes et les Germains, en pleine forêt Hercynienne, et j'ai vécu avec eux durant longtemps, comme un chasseur en lutte et en guerre avec les bêtes fauves, mêlé à des gens qui ne savent ni faire la cour, ni flatter et qui préfèrent à tout le reste la simplicité, la liberté et l'égalité ».
Peut-être tant elles étaient communes, la Table de Peutinger ne représente qu'une seule forêt et n'en cite que peu ; (la forêt des Vosges (Vosegus) et la Forêt Marciana, parallèle au Rhin et située entre Augusta Ruracum (Augst) et Aris Flauio (Rottweil), laissant penser qu'il s'agit d'une forêt correspondant aux actuelles forêts de la Forêt-Noire (Abnoba) et du Jura Souabe (Alpeiois, Alpeion ou Alpeios). On peut penser au vu des textes de César qu'il s'agit d'une petite partie de la forêt Hercynienne, puisque cette dernière « prend naissance aux frontières des Helvètes, des Némètes et des Rauraques ».
Une partie de cette forêt, située plus à l'ouest, ainsi qu'une partie de la forêt d'Ardenne seront plus tardivement (haut Moyen Âge) connues sous le nom de forêt charbonnière.
Beaucoup plus tard, alors que la forêt de l'Europe de l'Ouest est réduite à l'état de reliques, Diderot et les encyclopédistes peinent à croire que la forêt hercynienne ait jamais pu exister : 
« (...) Plusieurs auteurs frappés de ce préjugé, prétendent que les forêts nombreuses que l'on voit aujourd'hui en Allemagne, sont des restes dispersés de la vaste forêt Hercynienne : mais il faut remarquer ici que les anciens se sont trompés, quand ils ont cru que le mot hartz étoit le nom particulier d'une forêt ; au lieu que ce terme ne désignoit que ce que désigne celui de forêt en général. » Ils estiment de même que « le mot arden, d'où s'est formé celui d'Ardennes (...) est pareillement un terme générique qui signifie toute forêt sans distinction. Aussi Pomponius Mela, Pline, & César se sont abusés dans leurs descriptions de la forêt Hercynienne. Elle a, dit César, [p. 133] 12 journées de largeur ; & personne, ajoûte-t-il, n'en a trouvé le bout, quoiqu'il ait marché 60 jours (...)  »

### Faune de la Forêt hercynienne, selon César

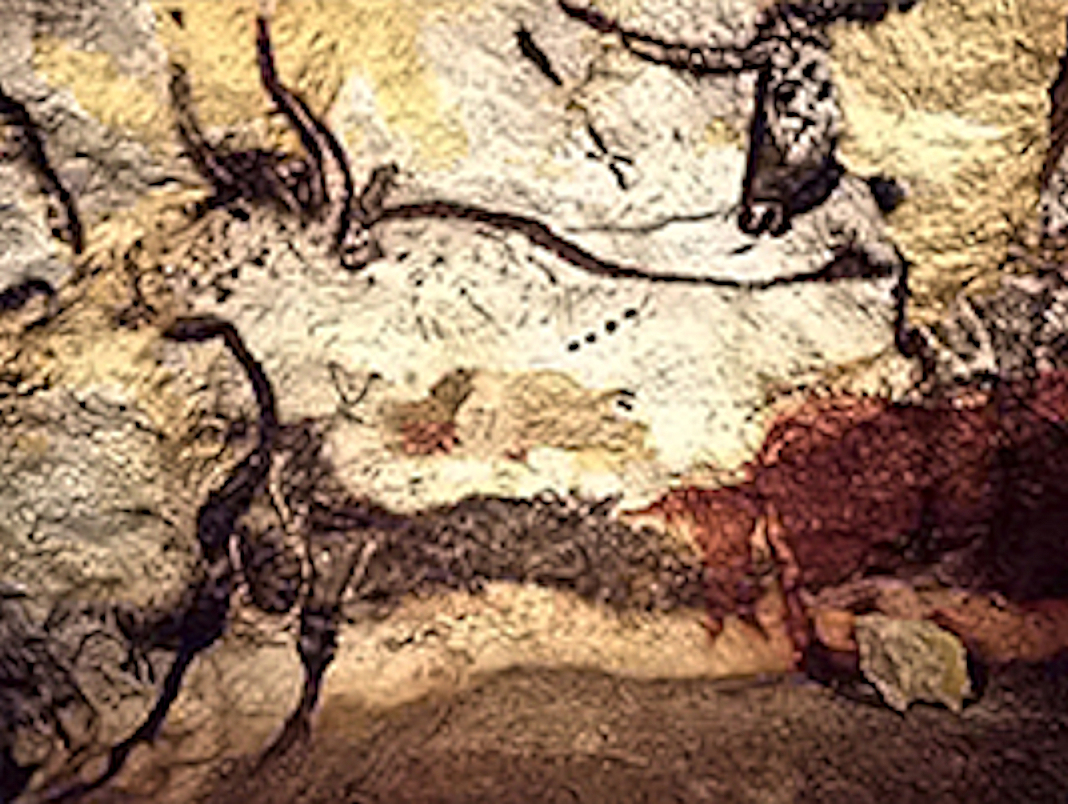
Les aurochs et les bisons ont survécu dans la forêt hercynienne. L'Urus est selon César un gibier réputé.

Le mystère de cette forêt est renforcé par la description que César fait de ses habitants : 

Jules César relate ce qu'on lui en a dit : 
« On assure qu'il s'y trouve plusieurs espèces d'animaux sauvages qu'on ne voit pas ailleurs. Celles qui diffèrent le plus des autres et qui paraissent mériter une mention spéciale, les voici : on y rencontre un bœuf, ayant la forme d'un cerf et portant au milieu du front, entre les oreilles, une seule corne, plus élevée et plus droite que les cornes qui nous sont connues. À son sommet, elle se partage en rameaux très tendus, semblables à des palmes. La femelle est de même nature que le mâle ; la forme et la grandeur de ses cornes sont les mêmes.
Il y a aussi des animaux qu'on appelle élans. Leur forme se rapproche de celle d'une chèvre ; ils ont la peau tachetée, mais la taille un peu plus haute. Ils sont sans cornes, et leurs jambes, sans jointures ni articulations ; ils ne se couchent point pour dormir, et si quelque accident les fait tomber, ils ne peuvent se soulever ni se redresser. Les arbres leur servent de lits ; ils s'y appuient et prennent leur repos, ainsi inclinés légèrement. Lorsqu'à leurs traces les chasseurs découvrent les lieux qu'ils fréquentent, ils y déracinent tous les arbres, ou les coupent à fleur de terre, de manière qu'ils conservent encore toute l'apparence de la solidité. Ces animaux viennent s'y appuyer, selon leur coutume, renversent ce frêle appui par leur poids, et tombent avec l'arbre.
Une troisième espèce porte le nom d'urus. La taille de ces animaux est un peu moindre que celle des éléphants ; leur couleur et leur forme les font ressembler au taureau. Leur force et leur vélocité sont également remarquables ; rien de ce qu'ils aperçoivent, hommes ou bêtes, ne leur échappe. On les tue, en les prenant dans des fosses disposées avec soin. Ce genre de chasse est pour les jeunes gens un exercice qui les endurcit à la fatigue ; ceux qui ont tué le plus de ces urus en apportent les cornes en public, comme trophée, et reçoivent de grands éloges. On ne peut les apprivoiser, même dans le jeune âge. La grandeur, la forme et l'espèce de leurs cornes diffèrent beaucoup de celles de nos bœufs. On les recherche avidement, on les garnit d'argent sur les bords, et elles servent de coupes dans les festins solennels. »

## Connaissances actuelles sur la faune des forêts hercyniennes
Une des caractéristiques des forêts hercyniennes dans les récits est l'effroi qu'elles semblent susciter auprès des voyageurs. Outre leur réputation d'impénétrabilité et la facilité qu'on y aurait à se perdre, les larges populations de grands mammifères (dont de nombreux grands prédateurs) qui la peuplaient ont dû participer à cette image terrifiante. 
Les forêts hercyniennes étaient probablement en partie des forêts claires, permettant à de gros ruminants de brouter de l'herbe au sol. Ceux-ci étaient principalement des aurochs et des bisons d’Europe, mais de nombreuses espèces de cervidés (et peut-être de gazelles) devaient aussi y être présentes. Les sangliers, encore bien présents aujourd'hui, devaient également constituer une biomasse importante. 
Cette mégafaune riche en mammifères était régulée par de nombreux prédateurs. S'il ne nous reste aujourd'hui plus guère que le loup gris et l'ours brun, de nombreux autres grands prédateurs ont vécu dans l'Europe sauvage jusqu'au Moyen Âge, notamment les hyènes européennes et les léopards. D'autres petits prédateurs aujourd'hui raréfiés ont pu évoluer bien plus au sud que leur répartition actuelle, comme le glouton, le renard roux, le chacal des Balkans, ou plusieurs espèces de lynx (lynx eurasien, lynx pardelle). Il est même possible que certaines sous-espèces de tigre et de lion aient survécu dans ces habitats jusqu'à des époques assez avancées,,,,. 
Cet écosystème a reculé de manière continuelle en Europe occidentale pendant tout le Moyen Âge, jusqu'à disparaître presque totalement (ainsi que la plupart des populations de grands prédateurs qui l'habitaient) entre le XVe et le XVIe siècle, pour laisser place à des forêts gérées et exploitées, défavorable aux espèces originelles. Le dernier vestige de la forêt hercynienne semble être la Forêt de Białowieża, entre la Pologne et la Biélorussie, où subsistent les derniers bisons d'Europe.